# Simacota
Simacota ist eine Gemeinde (municipio) im Departamento Santander in Kolumbien.

## Geographie
Die Gemeinde Simacota liegt in den Provinzen Comunera und Mares im zentralen und westlichen Santander in den kolumbianischen Anden auf einer Höhe von etwa 1050 Metern und hat eine Jahresdurchschnittstemperatur von 22 °C. Simacota liegt 134 Kilometer von Bucaramanga entfernt. An die Gemeinde grenzen im Norden Hato, Palmar, El Carmen de Chucurí und San Vicente de Chucurí, im Osten Socorro, im Süden Chima, Palmas del Socorro, Santa Helena del Opón und Vélez und im Westen Barrancabermeja und Puerto Parra.

## Bevölkerung
Die Gemeinde Simacota hat 7393 Einwohner, von denen 2510 im städtischen Teil (cabecera municipal) der Gemeinde leben (Stand: 2019).

## Geschichte
Vor der Ankunft der Spanier lebten auf dem Gebiet des heutigen Simacota die indigenen Völker der Guamacaés, Yariguíes, Tolomeos, Arayas, Topoyos und Topocoros. Das moderne Simacota wurde 1703 gegründet.

## Wirtschaft
Der wichtigste Wirtschaftszweig in Simacota ist die Landwirtschaft. Neben der Rinderproduktion, Teichwirtschaft und Fischerei werden vor allem Kaffee, Maniok, Zuckerrohr, Bananen, Mais, Obst, Tomaten und Zitruspflanzen angebaut.